# Cattleya kerrii
Cattleya kerrii Brieger & Bicalho é uma espécie que foi encontrada na  região Sudeste do estado da Bahia, na região litorânea. Seu habitat é constituído por florestas claras e úmidas, nas quais o solo é predominantemente arenoso e, em alguns locais, alagado. Consequentemente, o clima local é quente e úmido durante o dia, esfriando e formando uma nuvem de orvalho à noite. A floresta local é formada, predominantemente, por árvores finas e altas (talvez devido à pobreza do solo), o que permite boa iluminação no interior da floresta. As plantas têm preferência em localizar-se nestas árvores finas, geralmente no meio dos troncos.

## Planta
A Cattleya kerrii geralmente localiza-se no tronco das árvores. Apresenta pseudobulbos longos, podendo variar de 6 a 20 centímetros. Mas a maioria das plantas têm em torno de 15 centímetros. É unifoliada, mas não raro as plantas podem apresentar algum pseudobulbo bifoliado. As folhas apresentam um crescimento no sentido da luz, para cima, mas devido a apresentar pseudobulbos longos e finos, frequentemente podem arquear-se no sentido do chão, dando a impressão de crescer para baixo.

## Flores
Na Cattleya kerrii a haste floral é emitida na extremidade distal do pseudobulbo, junto à folha, e apresenta de uma a três flores por haste floral. As flores apresentam-se na cor rosa-claro até tons mais escuros. O labelo, por não apresentar afins com outras espécies, ajuda a identificar a Cattleya kerrii. Ele dobra-se para trás, formando duas pequenas saliências, uma de cada lado. As cores do labelo são muito variadas mas normalmente apresentam-se em cor amarelo-claro, com raias vermelhas.

## Cultivo
No cultivo das orquídeas devemos ter sempre em mente que o melhor substrato e local para elas é, sem a menor dúvida, o seu habitat, mesmo com todas as adversidades por elas enfrentadas. Baseando-se nessa premissa, deve-se, então, tentar imitar ao máximo as condições do habitat da planta. A Cattleya kerrii deve ser cultivada, de preferência, em substrato duro, local bem iluminado, bem ventilado e com elevada umidade, principalmente durante a noite. Observa-se que a planta se adapta muito bem a galhos de madeira.

## O homem
Este habitat foi encontrado por acaso, quando se realizava uma visita a uma fazenda para verificar um  desmatamento. Nele foram encontradas, além de Cattleya kerrii, Enciclia dichroma e Paradisanthus bahiensis. Tão rápido quanto foi apresentado, o habitat desapareceu, derrubado, queimado e transformado em pasto.

## Cattleya kerrii var. punctata "Liege Fregona"
Esta apresenta todas as características da Cattleya kerrii , acrescidas de pontos vermelhos em suas sépalas e pétalas.